# Grande Mosquée de Raqqa
La Grande Mosquée de Raqqa (en arabe : الجامع الكبير في الرقة) est la plus ancienne mosquée de la ville de Raqqa dans le nord de la Syrie. 
Située au centre de la vieille ville, elle a été construite en 772 sous le règne d'Al-Mansur, le second calife abbasside.

## Architecture
La Grande Mosquée est construite autour d'une vaste quadrilatère de 108 mètres sur 92 mètres entouré d'un mur de brique en terre crue de 1,7 mètre d'épaisseur, agrémenté à chacun de ses angles de tours semi-circulaire.
Tout ce qui reste de la mosquée d'origine est le minaret en briques terre cuite de 25 mètres de haut, ainsi que la façade de la salle de prière avec ses onze arches ajoutées par Nur ad-Din lors de la rénovation de la mosquée en 1165.

## Source
- (en) Cet article est partiellement ou en totalité issu de l’article de Wikipédia en anglais intitulé « Great Mosque of Raqqa » (voir la liste des auteurs).